# گیبسون، استرالیای غربی
گیبسون (به انگلیسی: Gibson) یک شهرک در استرالیا است که در استرالیای غربی واقع شده‌است.